# Roger Nichols
Roger Nichols (Oakland, 22 settembre 1944 – Burbank, 9 aprile 2011) è stato un produttore discografico statunitense.
Meglio conosciuto per essere stato un abile tecnico del suono, specialmente nelle registrazioni degli Steely Dan e di John Denver, grazie alle quali ha collezionato complessivamente ben 7 Grammy Award, nella sua lunga carriera ha lavorato per numerosissimi artisti tra cui Beach Boys, Stevie Wonder, Frank Zappa, Crosby, Stills & Nash, Al Di Meola, Roy Orbison, Cass Elliot, Plácido Domingo, Gloria Estefan, Diana Ross, Bela Fleck & the Flecktones, Rickie Lee Jones, Kenny Loggins, Mark Knopfler, Eddie Murphy, Michael McDonald, James Taylor.

## Biografia
Roger Nichols nasce a Oakland in California, suo padre è pilota dell'USAF.
Nel 1957 si trasferisce con la famiglia a Cucamonga dove frequenta la stessa scuola di Frank Zappa.
Poi si laurea in fisica nucleare all'Oregon State University e lavora dal 1965 al 1968 alla Centrale nucleare di San Onofre (SONGS).
Nel 1965 apre con alcuni amici il suo studio amatoriale per le registrazioni, il Quantum Studios di Torrance.
Il 29 maggio 2010 gli è stato diagnosticato un tumore pancreatico al 4º stadio, dopo quasi un anno di battaglia contro il tumore, Roger Nichols è deceduto a Burbank, nei pressi di Los Angeles il 9 aprile 2011 a 66 anni d'età.

## Grammy Awards
- 1977 "Best Engineer Non-Classical" Steely Dan Aja
- 1978 "Best Engineer Non-Classical" Steely Dan FM
- 1981 "Best Engineer Non Classical" Steely Dan Gaucho
- 1997 Producer "Best Children's Album" John Denver "All Aboard!"
- 2000 "Best Pop Vocal Album" Steely Dan Two Against Nature
- 2000 "Album of the Year" Steely Dan Two Against Nature
- 2000 "Best Engineer Non-Classical" Steely Dan Two Against Nature